# 福藤豊
福藤 豊（ふくふじ ゆたか、1982年9月17日 - ）は、北海道釧路市出身のプロアイスホッケー選手。ポジションはゴールテンダー。アジアリーグアイスホッケーのH.C.栃木日光アイスバックス所属。
NHL史上初の日本人選手である。

## 経歴
小学3年でアイスホッケーを始め、釧路景雲中時代は全国優勝。東北高等学校に進み、U-18世界選手権・世界ジュニア選手権などに出場。3年時には高校生初の日本代表入り。
2001年にコクド（後のプリンスホテル／SEIBUプリンス ラビッツ）に入社。
2002-03年シーズンはイーストコースト・ホッケー・リーグ(ECHL)のシンシナティ・サイクロンズでプレーした。
2004年6月27日にNHLドラフト8巡目(全体238位)でロサンゼルス・キングスから指名された。日本人選手として三浦浩幸に次ぐ史上2人目の指名だった。
2004年はキングス傘下のトップファームであるアメリカン・ホッケー・リーグ(AHL)のマンチェスター・モナークスと1年契約を結ぶも（コクドは休業補償扱い）、ロックアウトによりNHLが2004-2005シーズンを中止し、NHLの選手がAHLでプレーするケースが増え、押し出される形でその下部のECHLのベーカーズフィールド・コンドルスでのプレーを余儀なくされた。
2005年8月9日にキングスと2年契約を結び（キングスとAHLマンチェスターと2ウェイコントラクト契約）、日本人初のNHL契約選手となった。9月17日に左足内転筋を痛めオープン戦には出場できず、9月21日にマイナー行きを通告され、AHLマンチェスターに降格。さらに、10月7日にはECHLのレディング・ロイヤルズへの降格を通告され、結局2005-2006シーズンもECHLで開幕を迎えることになった。その後、AHLマンチェスターへ昇格。同年11月26日に日本人初のAHL出場を果たした。
2006年12月15日にキングズのゴールテンダーが負傷したことによる特別ルールによる48時間の期限付きでNHLに初昇格を果たし、日本人として初めてNHLのベンチ入りを果たした。期限切れ後AHLマンチェスターへ降格した。2007年1月13日にジェイソン・ラバーベラをウェイバー公示の対象から外すため、NHLに再昇格し、同日のセントルイス・ブルース戦の第3ピリオドから初出場、初の日本人NHL選手となった。ショーン・バークの加入に伴い、控えに戻った。
キングスとの2年契約が終了後、2007年6月26日にFAとなった。2007年9月、古巣でもあるECHLのコンドルスと契約。同時にAHLのマニトバ・ムースのトライアウトに合格し、トレーニングキャンプに参加。
2008年秋にSEIBUプリンスラビッツを正式に退部。2008-2009シーズンはECHLのベーカーズフィールド・コンドルスでプレーした。
2009-2010シーズンはオランダのアイスホッケーリーグであるオーバーリーガのデスティル・トラッパーズ・ティルブルフでプレー（1年契約）した。
2010-2011シーズンはアジアリーグアイスホッケーのH.C.栃木日光アイスバックスに加入し、日本に復帰した。以降2013-2014シーズンまで所属。
2014年5月21日に栃木県庁で記者会見を開き、デンマークのアイスホッケーリーグであるスーペルリーガでエスビャウ・エナジーに移籍することが発表された。2014-2015シーズンはチームを準優勝に導いた。
2015-2016シーズンも海外でのプレーを模索したが、札幌でオリンピック予選が開催されることもあり、シーズン途中の9月14日にアイスバックスへの復帰を発表。10月29日には日本代表のラトビア遠征に選出された。
2021-2022シーズンはオフの2022年5月19日にアイスバックスと契約を更新した。
2022-2023シーズンはオフの2023年5月28日にアイスバックスと契約を更新した。

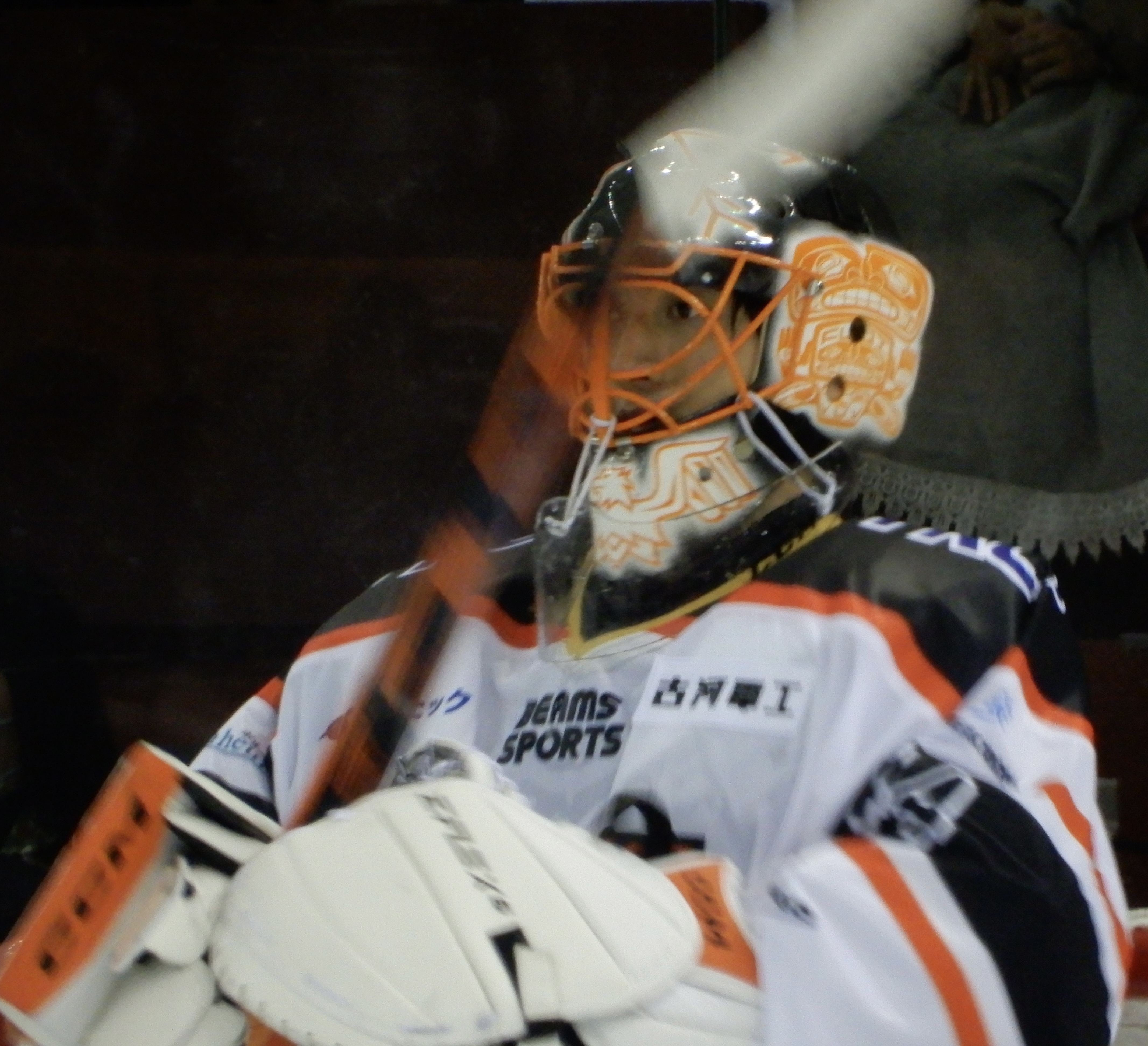
2024年2月17日、東伏見アイスアリーナにて

2023-2024年シーズンはシーズン中の2023年10月31日に11月に苫小牧市にて実施されたアイスホッケー男子日本代表の国内合宿の参加メンバーに選出された。また、12月に開催された第91回全日本アイスホッケー選手権大会にも参加。アイスバックスは優勝を果たし、福藤自身はベストGKとMVPを受賞した。2024年1月16日に苫小牧市のnepiaアイスアリーナと安平町の安平町スポーツセンターにて実施されたアイスホッケー男子日本代表の国内合宿の参加メンバーに選出された。しかし、1月23日から負傷により代表を離脱した。
オフの2024年4月8日に安平町の安平町スポーツセンターで開催された男子代表選考合宿の参加メンバーに選出された。4月16日にイタリアのボルツァーノで開催された2024 IIHF 男子世界選手権 ディビジョンI グループAの日本代表に選出された。5月25日にアイスバックスと契約を更新した。
2024年-25年シーズンはシーズン開幕前の2024年7月1日に苫小牧市のnepiaアイスアリーナでのアイスホッケー男子日本代表の代表選考合宿に招集された。8月1日にデンマークのオールボーで開催されるミラノ・コルティナダンペッツォオリンピックの最終予選と事前合宿の日本代表に選出された。

## 人物

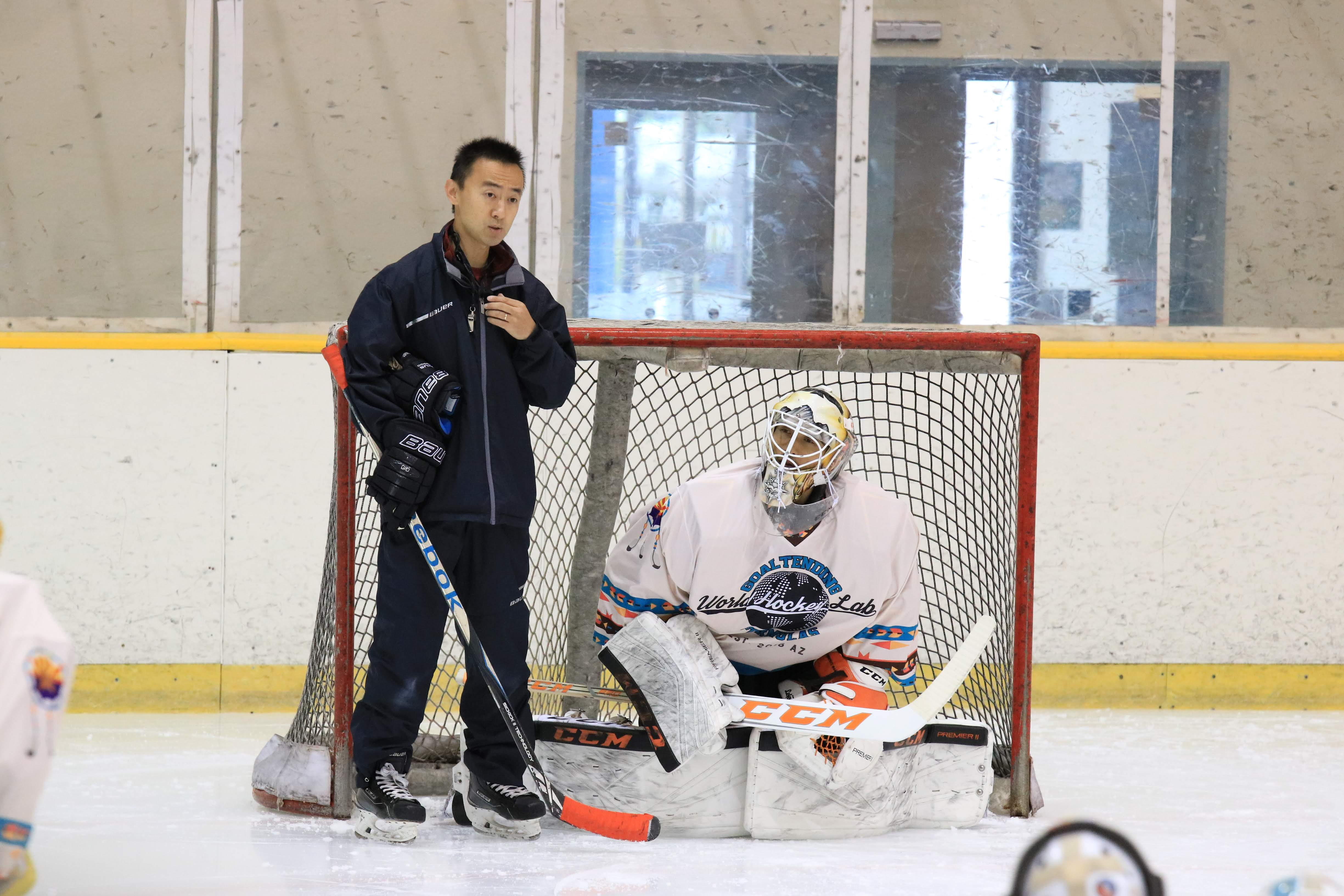
軽井沢GKクリニックにて
(2019年5月18日)

シーズンオフの5月にはWorldHockeyLabの若林弘紀が主催するGKクリニックでデモンストレーターGKとして呼ばれる事が多く、福藤自身もシーズン中に疑問に思ったシュチュエーションでのスケーティングやセービングをGKクリニック後のプロレッスンの際に指導を受ける事がある。

## 詳細情報

### 表彰
アジアリーグアイスホッケー
- ベストGK：3回（2010-11、2011-12、2012-13）

全日本アイスホッケー選手権
- MVP：1回（2023年）
- ベストGK：1回(2023年)

### 記録
NHL
- 日本人選手初のNHL出場

### 代表歴
- 2011年アジア冬季競技大会男子アイスホッケー日本代表
- 2017年アジア冬季競技大会男子アイスホッケー男子日本代表
- 2022年オリンピック3次予選男子アイスホッケー日本代表
- 2024 IIHF 男子世界選手権 ディビジョンI グループA 日本代表
- 2026年ミラノ・コルティナダンペッツォオリンピック最終予選日本代表（2024年）

## 出演
- 「GOLDLUSHジャックデー」 栃木ゴールデンブレーブス 対 神奈川フューチャードリームス戦 始球式（2022年8月16日、小山運動公園野球場）[20]